# Manuel (Manolo) Urbina
Manuel (Manolo) Urbina (Logroño, 26 de octubre de 1931 - 30 de agosto de 2010) fue un pintor español.

## Biografía
Al ser bautizado recibió los nombres Manuel Miguel Ángel Evaristo. No le gustaba la escuela, su carácter era el de un solitario, por lo que pasaba dibujando los ratos de recreo en la escuela, rehusando jugar con sus compañeros. El 4 de diciembre de 1949 sufrió un grave accidente en las proximidades de La Póveda de Soria viajando de Logroño a Soria. El accidente le produjo secuelas que perduraron durante toda su vida, afectaron a su estabilidad, debiendo utilizar bastón.
Hacia 1950 entabló amistad con el pintor logroñés Fernando Trevijano Díaz que se convirtió en su maestro. Manuel Urbina, "Manolo" para sus amigos, comenzó ya desde sus primeras pinceladas a revelarse como pintor naif, modo muy congruente con su introvertido y plácido carácter. La pintura que tanto maestro como alumno realizaban era al óleo y el tema eran los paisajes riojanos que se caracterizan por sus tonalidades calientes en sus tierras y sus cielos soleados que repentinamente se cubren con espectaculares acumulaciones de nubes, que transitando veloces por el cielo, vuelven a desaparecer pronto, dejando el cielo otra vez limpio. Ello hace que tanto en la obra del maestro como en la del aprendiz sea nota predominante cómo destaca la dinámica que contiene el paisaje riojano.
La trágica muerte del pintor Trevijano ocurrida a finales de los años 1950 afectó tanto a Urbina que dejó de pìntar.
En el año 1975 conoció al director de una galería de arte que ese mismo año se había establecido en Logroño. El director, al comprobar el interés con el que Urbina observaba lo que en la galería se exponía, lo interpeló, recibiendo la contestación de que él también era pintor y que le gustaban bien poco cómo actualmente se pintaban los cuadros. "¡No tienen color!" afirmó tajante. El director, asombrado, se interesó por su obra aunque Urbina se la mostró con desgana. La corta colección de cuadros que poseía de la época cuando pintaba con su maestro Trevijano, llamó poderosamente la atención al director de la galería ya que comprendió que lo que le era mostrado había sido realizado por un auténtico pintor naif que poseía un excelente sentido del color y, especialmente, se diferenciaba de los habituales pintores del estilo naif, por la dinámica que contenían sus pinturas. Por ello, el director de la galería le animó a volver a pintar, lo que Urbina, dejando a un lado su desánimo y tristeza, realizó con extraordinario entusiasmo, consiguiendo pintar semanalmente entre uno y dos cuadros. Pero su estilo había cambiado en parte, ya que acentuó los empastes con gran rotundidad, obteniendo auténticos relieves, tanto en la parte destinada a la tierra como a la del cielo, dando a sus obras un expresionismo que muy bien podría llevarlo a la abstracción. También el pintor Ramón Lapayese que expuso en esa época en la mencionada galería logroñesa, al ver la obra que estaba realizando Urbina, consideró que era notable su extraordinario colorido y dinamismo. Pero echando en falta la presencia de la figura humana en los paisajes, animó a Urbina a que no dejase de lado las figuras que veía cuando pintaba sus paisajes. Urbina aceptó a regañadientes el consejo ya que nunca le había gustado pintar figuras pero el resultado fue excepcional ya que con unas pocas pinceladas, al huir de perfilar con un dibujo la figura humana que consideraba incapaz de realizar correctamente, se limitó esbozar las figuras, integrándolas en el paisaje de modo casi imperceptible, consiguiendo que las figuras formen parte de él, con la misma importancia con la que lo hacen sus piedras, sus casas, sus árboles y sus ríos.
Al cerrarse la galería de arte en 1979 donde exponía con regularidad y perder contacto con el director, continuó pintando con el consejo, amistad y admiración de Jesús Ruiz Álvarez, licenciado en Historia del Arte. Pero la edad hizo que el veloz ritmo con el que había pintado hasta entonces fuese decayendo, dejando prácticamente de pintar hacia el año 2000.

## Críticas
"El fuerte de Manolo Urbina es el color. Un color vivo y en estado puro es el que siente y plasma en el lienzo...Estamos ante un pintor que nos emociona y nos enseña a pensar que el primitivismo en el arte es la más sentida manifestación del ser humano y que, aun hoy, existen seres humanos capaces de emocionarnos estéticamente con el color, la línea de un sub-dibujo y la realidad transparente de su mundo, fuera de la lente al uso." Roberto Iglesias. Diario Nueva Rioja, 27 de mayo de 1976.
"Es Manuel Urbina un enamorado del paisaje...aun pretendiendo llevar al lienzo aspectos de una naturaleza real, sus pinceles los transforman interrumpiendo cualquier conexión con la realidad externa: la luz y el color se imponen sobre el dibujo." Rosa Mª Herreros Torrecilla. Boletín Informativo Ateneo Riojano. Noviembre de 1983.
"Nada le es fácil a Manuel Urbina en el deambular por la vida. Sigue siendo el niño que siempre ha sido a la hora de contar su entorno...El encanto de sus rojos y azules, de las estampas ciudadanas, de pueblecitos, casas, secuencias campestres, reflejan al observador de lo cotidiano". Pilar Rubio. Diario La Rioja. 13 de febrero de 1990.